# 남순환로
남순환로(Namsunhwan-ro)는 경상북도 안동시 풍산읍 막곡리 교리 교차로와 임하면 신덕리 신덕2 교차로를 잇는 경상북도의 도로이다. 다른 이름으로 안동시 국도대체우회도로라고도 불린다.

## 연혁
- 2007년 1월 11일 : 안동시 서후면 교리 ~ 남선면 이천리 19.36km 구간을 자동차 전용도로로 지정[1]
- 2009년 12월 29일 : 안동시 국도대체우회도로의 수상 ~ 신석 ~ 용상간 도로(안동시 정상동 ~ 송천동) 10.54km 구간 확장 개통[2]
- 2010년 12월 31일 : 안동시 국도대체우회도로의 수상 ~ 신석간 도로(안동시 수상동 ~ 정상동) 4.0km 구간 확장 개통[3]
- 2015년 12월 21일 : 안동시 국도대체우회도로 교리 ~ 수상간 도로(안동시 서후면 교리 ~ 수상동) 8.3km 구간 개통[4] 및 기존 11.2km 구간 폐지[5]

## 주요 경유지
경상북도
- 안동시 (풍산읍 · 서후면 · 풍산읍 · 수하동 · 남후면 · 수하동 · 수상동 · 정하동 · 정상동 · 남선면 · 임하면)

## 노선
- (■): 자동차 전용도로 구간

| 이름                              | 접속 노선                     | 소재지 | 소재지                                                         | 비고               |
| --------------------------------- | ----------------------------- | ------ | -------------------------------------------------------------- | ------------------ |
| 교리 교차로                       | 국도 제34호선 (경서로) 경동로 | 안동시 | 풍산읍                                                         | 국도 제34호선 구간 |
| 회곡1교                           |                               | 안동시 | 풍산읍                                                         | 국도 제34호선 구간 |
| 회곡 교차로 (회곡2교)             | 청회길                        | 안동시 | 풍산읍                                                         | 국도 제34호선 구간 |
| 계평 교차로 (계평1교)             | 지방도 제924호선 (풍산태사로) | 안동시 | 풍산읍                                                         | 국도 제34호선 구간 |
| 서안동대교                        |                               | 안동시 | 풍산읍                                                         | 국도 제34호선 구간 |
| 강남동                            |                               | 안동시 |                                                                | 국도 제34호선 구간 |
| 검암터널                          |                               | 안동시 | 국도 제34호선 구간 연장 395m                                   |                    |
| 검암터널                          | 남후면                        | 안동시 | 국도 제34호선 구간 연장 395m                                   |                    |
| 검암1교                           |                               | 안동시 | 국도 제34호선 구간                                             |                    |
| 남후 교차로 (개곡1교)             | 남일로                        | 안동시 | 국도 제34호선 구간                                             |                    |
| 강남터널                          |                               | 안동시 | 국도 제34호선 구간 연장 180m                                   |                    |
| 강남터널                          | 강남동                        | 안동시 | 국도 제34호선 구간 연장 180m                                   |                    |
| 강남교                            |                               | 안동시 | 국도 제34호선 구간                                             |                    |
| 한티 교차로                       | 국도 제5호선 (경북대로)       | 안동시 | 국도 제34호선 구간                                             |                    |
| 정하1교 정하2교 정상교            |                               | 안동시 | 국도 제34호선 구간                                             |                    |
| 정상 교차로                       | 국도 제35호선 (충효로)        | 안동시 | 국도 제34, 35호선 구간                                         |                    |
| 남선터널                          |                               | 안동시 | 국도 제34, 35호선 구간 임하 방면 연장 460m 풍산 방면 연장 400m |                    |
| 남선터널                          | 남선면                        | 안동시 | 국도 제34, 35호선 구간 임하 방면 연장 460m 풍산 방면 연장 400m |                    |
| 신석1교 신석2교                   |                               | 안동시 | 국도 제34, 35호선 구간                                         |                    |
| 신석 교차로 (신석육교)            | 충효로                        | 안동시 | 국도 제34, 35호선 구간 임하 방면 진입 불가 풍산 방면 진출 불가 |                    |
| 이천 교차로                       | 국도 제34호선 (경동로)        | 안동시 | 국도 제34, 35호선 구간 송천 교차로와 연결                      |                    |
| 이천교 이천2교 이천1육교 신이천교 |                               | 안동시 | 국도 제35호선 구간                                             |                    |
| 신덕1 교차로 (신덕1육교)          | 충효로                        | 안동시 | 국도 제35호선 구간                                             | 임하면             |
| 신덕육교                          |                               | 안동시 | 국도 제35호선 구간                                             | 임하면             |
| 인덕터널                          |                               | 안동시 | 국도 제35호선 구간 임하 방면 연장 296m 풍산 방면 연장 155m     | 임하면             |
| 신덕2 교차로 (신덕2육교)          | 충효로 금소길 새못길          | 안동시 | 국도 제35호선 구간                                             | 임하면             |
| 충효로와 직결                     |                               |        |                                                                |                    |